# 迪米特里·克魯佩夫
迪米特里·克魯佩夫（德語：Dimitri Colupaev；1990年1月29日—）是一位德國游泳運動員。

## 生平
他代表德國參加了2012年倫敦奧運會的4乘200米接力的比賽。